# ألباني (كنتاكي)
ألباني (بالإنجليزية: Albany, Kentucky)‏ هي مدينة تقع في مقاطعة كلينتون، كنتاكي بولاية كنتاكي في وسط جنوب شرق الولايات المتحدة. تبلغ مساحة هذه المدينة 8.8 (كم²)، وترتفع عن سطح البحر 293 م، بلغ عدد سكانها 2033 نسمة في عام 2010 حسب إحصاء مكتب تعداد الولايات المتحدة وتصل الكثافة السكانية فيها 252.1 نسمة/كم2.

## أعلام
- سام س. فورد
- جيف هوفر

## وصلات خارجية
- The US50 - Cities and Towns in Kentucky State